# Christer Erlandsson
Christer Vidar Erlandsson, född 13 april 1946 i Sofia församling i Stockholm, är en svensk politiker (socialdemokrat). Han var riksdagsledamot (statsrådsersättare respektive tjänstgörande ersättare) 1996–1998 och i flera perioder åren 2002–2006, invald för Stockholms läns valkrets.
I riksdagen var han ledamot i bostadsutskottet 2002, suppleant i arbetsmarknadsutskottet, justitieutskottet, konstitutionsutskottet, lagutskottet, socialutskottet, trafikutskottet och utbildningsutskottet, samt deputerad i sammansatta justitie- och socialutskottet.
Han är metallombudsman.